# Generál spojovacích vojsk
Generál spojovacích vojsk či Generál spojovacích jednotek (německy General der Nachrichtentruppe) byla německá generálská hodnost zavedená Wehrmachtem v roce 1940.
Tato hodnost stála na stejné úrovni jako již zavedené hodnosti Generál jezdectva (General der Kavallerie), Generál dělostřelectva (General der Artillerie) a Generál pěchoty (General der Infanterie). Wehrmacht společně s ní zavedl hodnosti Generál zásobovacích vojsk (General der Nachschubtruppe), Generál horských vojsk (General der Gebirgstruppe), Generál výsadkových vojsk (General der Fallschirmtruppe) a Generál tankových vojsk (General der Panzertruppe).
Jedinými držiteli této hodnosti byli generál Erich Fellgiebel – od 1. srpna 1940 až po 21. července 1944, kdy byl jako spiklenec popraven po neúspěšném atentátu na Adolfa Hitlera – a generál Albert Praun, který byl jmenován k 1. říjnu 1944 a funkci zastával až do května 1945, kdy padl do zajetí.